# 布鲁诺·马尔斯
彼得·基恩·埃爾南德斯（英語：Peter Gene Hernandez，1985年10月8日—），藝名火星人布魯諾（英語：Bruno Mars），是一名美國創作歌手，他和知名韩国BLACKPINK成员Rosé的合作單曲〈APT.〉風靡全世界而引发世界好評回响和模仿热潮。布魯諾以复古的演唱和表演中包括流行、节奏布鲁斯、放克、靈魂、雷鬼、迪斯科和摇滚多种音乐风格的运用而知名。马尔斯与他的乐队the Hooligans一起表演，其乐队成员担任和声和迪斯科舞者的角色。2021年，马尔斯和美国歌手安德森·帕克组成了音乐双人组絲綢聲韻。
火星人成長於夏威夷檀香山。2003年，马尔斯搬去洛杉矶追寻音乐生涯。在与摩城唱片签下合约后，他以词曲作家以及制作团队the Smeezingtons的合伙创办人在音乐界小有名气。2009年，他以客串B.o.B的《告示牌》Hot 100冠军单曲〈Nothin' on You〉以及崔維·麥考伊打入榜单前5的单曲〈Billionaire〉一炮走红。随后，马尔斯发布了他的首张录音室专辑《情歌正傳》。专辑融合了雷鬼与节奏布鲁斯风格，并创造了〈完美情人〉、〈愛的殊死戰〉和〈懶人之歌〉等全球热门单曲。第二张录音室专辑《火星點唱機》吸收了迪斯科、放克、摇滚和灵魂风格，在《公告牌》200夺下冠军，成为他的首张冠军专辑。其首張單曲《深陷天堂》和第2張單曲《舊情人》均在百強單曲榜奪冠。
2014年，火星人獻聲馬克·朗森歌曲《放克名流》。歌曲在多國奪冠。2016年，他發行了第3張錄音室專輯《24K魔幻》，专辑获得了7项格莱美奖，包括年度专辑、年度制作和年度歌曲三个通类。专辑的歌曲〈24K魔幻〉、〈就愛這一味〉和〈高超技巧〉（卡迪·B客串）均在美国进入了前5名。2021年，马尔斯作为絲綢聲韻的成员发行了录音室合作专辑《慵懶時分》，专辑探索了1970年代节奏布鲁斯和灵魂风格，其单曲〈敞开大门〉取得了冠军。专辑让马尔斯获得了4项格莱美奖，包括年度制作和年度歌曲。
火星人布魯諾在全球的唱片销量已超过1.3亿，是史上最暢銷音樂藝人之一。他的8首歌曲夺下《公告牌》Hot 100冠军，部分演唱会也创下了史上最高票房纪录。至今，马尔斯获得了15项葛萊美獎（包括3项年度最佳专辑）、4项全英音樂獎、11项全美音樂獎、13项靈魂列車獎，并取得了3项吉尼斯世界纪录。他是《音乐周刊》2011年最佳词曲作家，也在2009年被《公告牌》评为史上最伟大艺人。此外，他也曾登上《时代》百大人物与《福布斯》世界百大名人權力榜。马尔斯是首名在美国获得六个钻石认证歌曲的歌手，并因其音乐影响力被认为是流行象征。

## 早期
馬斯原名彼得·基恩·埃爾南德斯，成長於夏威夷檀香山威基基，在六個兄弟姊妹中排行老四，有一兄兩姊兩妹，其父為彼特·埃爾南德斯（Pete Hernandez），一半猶太裔一半波多黎各裔；其母為柏娜黛特「柏妮」聖佩多巴約特（Bernadette "Bernie" San Pedro Bayot， 1957年8月14日－2013年6月1日），菲律賓移民。 其母是在幼年時從菲律賓移民至夏威夷的，而其父則成長於紐約布魯克林。 兩人在一次演出時相遇。 兩歲時，父親給馬斯起了小名“布魯諾”，因為當時他胖嘟嘟的形像很像職業摔角手布魯諾·薩馬蒂諾。 成長在音樂家庭的馬斯從小就接受了雷鬼音樂、搖滾樂、嘻哈和節奏藍調音樂的浸染。 年少時的他就開始模仿諸如迈克尔·杰克逊、「貓王」艾維斯·皮禮士利 、艾斯禮兄弟合唱團以及誘惑合唱團。 
1990年，馬斯在廣告雜誌《MidWeek》中以「小貓王」的形象出現，1992年又在電影《拉斯維加斯的蜜月旅行》（Honeymoon in Vegas）中飾演一配角。 他後來在談到貓王對自己的影響時說：“我只看最棒的。我是貓王的狂熱歌迷。我很喜歡50年代時的貓王 ，因為當他走上舞台時，人們都會感到恐怖，因為他有讓女孩們瘋狂的力量！王子和警察樂隊也是這樣。這些人知道認為前來，是為了看一場表演，我觀察這些人，熱衷於研究他們，因為我是他們的歌迷。”在談到他的夏威夷音樂家庭出身對他的影響時，他說：“在夏威夷成長起來的經歷鑄造了我。我在夏威夷時經常跟著父親的樂隊做很多演出。我們家裡的每個人都會唱歌，都會演奏樂器。我叔叔是很棒的吉他手，我父親則很擅長打擊樂器，我的哥哥是個很厲害的鼓手，他在我們的樂隊裡演奏。我就是在這樣的環境下長大的。”2003年，從西奧多·羅斯福總統高中（President Theodore Roosevelt High School）畢業不久後，17歲的馬斯前往加利福尼亞洛杉磯，開始自己的音樂生涯。 他用父親起的暱稱作為自己的藝名，又加上後面“马尔斯”（Mars，火星），因為“我覺得我很木訥，很多女孩都說我彷佛置身世外，所以或許我是來自火星的吧。”

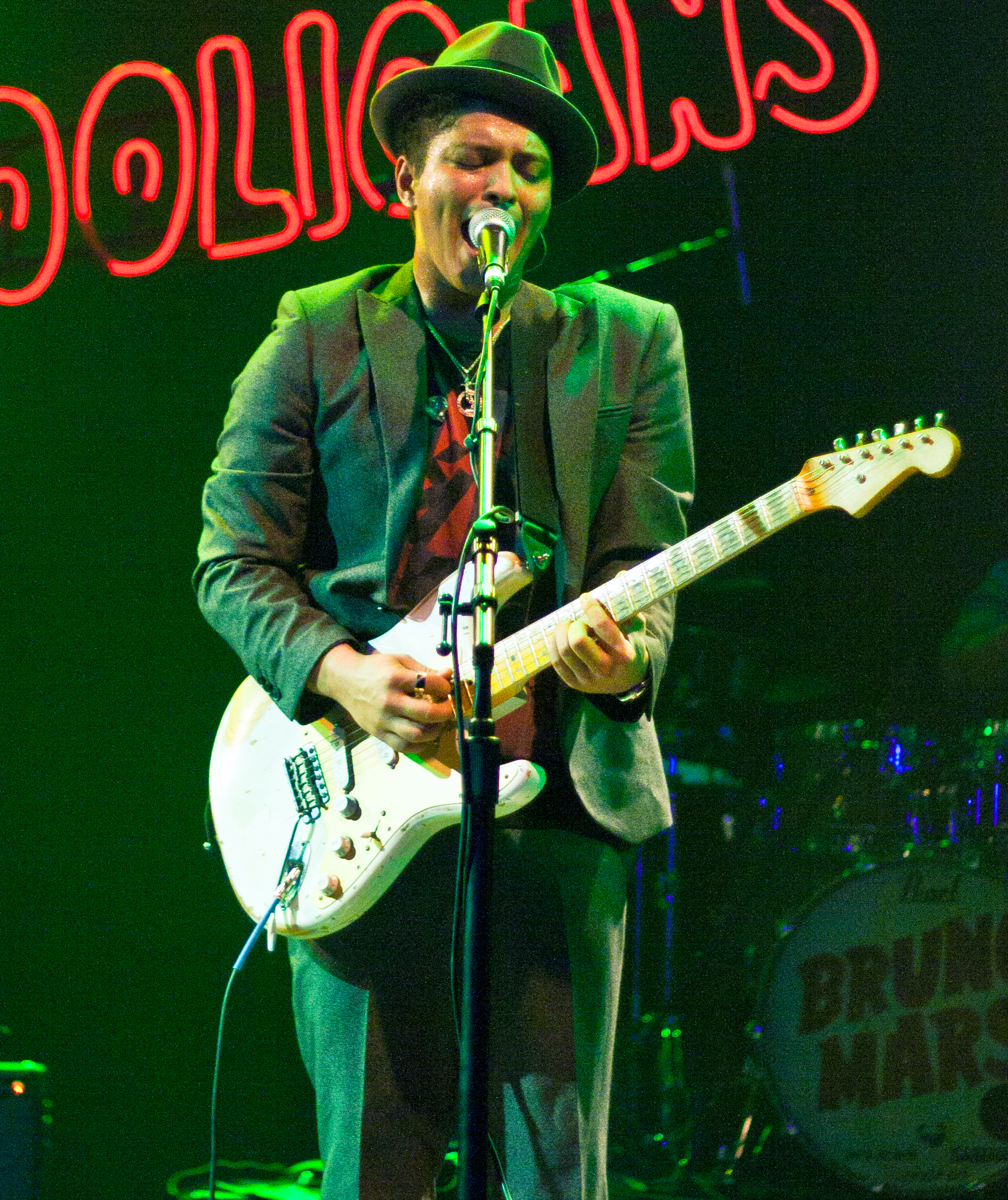
2010年11月，布鲁诺·马尔斯在德克薩斯州休斯敦的表演。

在搬到洛杉磯後不久，2004年，馬斯簽約摩城唱片，但是這份合同卻並沒有太多結果。 但是，在摩城唱片的經歷，對於他的音樂生涯來說確實收穫良多的，因為他遇到了同樣簽約摩城的曲作者、音樂製作人菲利普·勞倫斯（Philip Lawrence）。馬斯、勞倫斯和工程師阿里·萊文（Ari Levine）開始共同創作歌曲，並成立了創作團隊The Smeezingtons。 2006年，勞倫斯將馬斯引薦給了大西洋唱片的艾倫·貝-舒克（Aaron Bay-Schuck）。 在聽完馬斯用吉他演奏了幾段曲子後，貝-舒克迫不及待地希望簽下他，但是直到三年後才得以如願以償，而貝-舒克也成為馬斯的經紀人。 同時，貝-舒克請The Smeezingtons為其廠牌下的藝人們創作並製作歌曲。 後來貝-舒克在接受采訪時表示，馬斯在當時就表示，儘管他的終極目標是成為獨唱歌手，但是他也願意為他人寫作並製作歌曲，這樣既可以提高他的作曲水準，也可以幫助他了解自己最終該成為什麼樣的歌手。 貝-舒克將這個階段稱為“自我覺醒”，而它明顯有助於馬斯日後的成功。 

### 2009年至今：商业成功和《Doo-Wops & Hooligans》

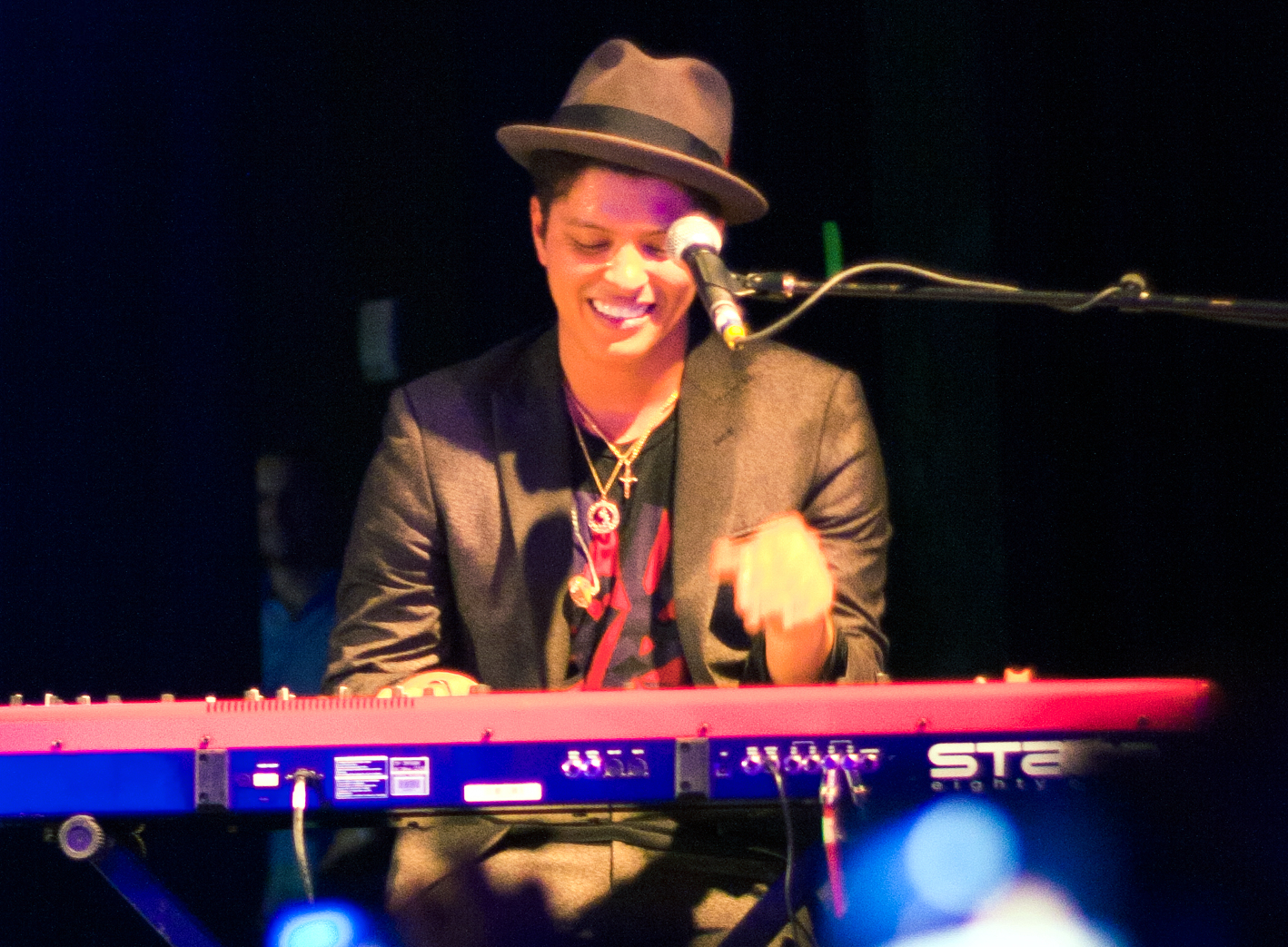
2010年11月24日，布鲁诺·马尔斯表演中。马尔斯表演了包括钢琴、吉他、电贝司、康加鼓在内的多种乐器。

在成为成功的独立艺人之前，马尔斯首先在音乐制作方面取得不俗的成绩，先后为亚历山德拉·伯克、崔维·麦考伊、亞當·列維、布兰蒂、尚恩·金斯顿、佛罗·里达创作歌曲。他合作创作了甜心宝贝的热门曲目“Get Sexy”，并为她们的专辑《Sweet 7》献声。他作为歌手的首次音乐出演是在东方联盟的第二张专辑《Animal》中的“3D”一曲。而他作为独唱歌手获得廣泛认可，是在同B.o.B合作“Nothin' on You”以及同崔维·麦考伊合作“Billionaire”后；两首曲子在全球的多个排行榜中都跻身前十。在此之后，2010年5月11日，马尔斯又发布了名为《It's Better If You Don't Understand》（你最好不懂）的EP。这张迷你专辑最高达到公告牌二百强专辑榜的第99位，并产生了一支单曲，同说唱歌手席·罗·格林和B.o.B合作的“The Other Side”。马尔斯和格林在2010年8月再次联手，创作出热门单曲“Fuck You!”。
马尔斯的首张专辑《Doo-Wops & Hooligans》于10月4日以数字版形式亮相，实体版于次日发售。先发单曲“Just the Way You Are”于2010年7月19日发布，并登顶公告牌百强单曲榜以及其他国家的数个榜单。其音乐录音带在2010年9月8日面世。第二支单曲《Grenade》发布于2010年9月28日，同样获得了不俗的成绩。在美国，专辑 《Doo-Wops & Hooligans》发布伊始便登上公告牌二百强专辑榜的第三名，售出55,000份拷贝。对于专辑的评价也多为正面
2010年9月19日，马尔斯在拉斯维加斯因持有可卡因被捕。当一名警察同他谈话时，布鲁诺承认自己所为是“愚蠢的”，而“他之前从未吸毒”。马尔斯针对持有毒品的指控表示认罪，作为对其认罪的嘉奖，在支付2,000美元的罚金、完成200小时社区服务后，他的犯罪记录将被移除。

## 音乐风格
马尔斯的音乐被认为包容广泛的音乐风格，包括流行乐、摇滚乐、雷鬼音乐、节奏蓝调、灵魂乐、以及嘻哈音乐。尽管因为使用假声，马尔斯被认为是“柔性的”，但是他的合作制作人菲利普·劳伦斯却表示：“人们不知道的是，布鲁诺·马尔斯还潜藏着阴柔的一面。”马尔斯自己则说：“这要怪我在高中时爱唱歌給女生聽。”

## 音乐作品
- 《APT.》與韩国BLACKPINK成员Rosé的合作單曲（2024年）
- 《Die with a Smile》（2024年）
- 《After Last Night》（2022年）
- 《24K魔幻》（2016年）
- 《Uptown Funk》（2014年）
- 《火星點唱機》（2012年）
- 《情歌正傳》（2010年）

## 電影作品
| 年份 | 影片標題 | 角色 | 備註     |
| ---- | -------- | ---- | -------- |
| 2013 | 2 Rio 2  | 勞勃 | 電影配音 |

## 奖项与提名
| 年份 | 提名                 | 奖项                   | 类别                        | 结果 |
| ---- | -------------------- | ---------------------- | --------------------------- | ---- |
| 2010 | Nothin' on You       | 黑人娱乐电视奖         | 最佳合作曲目                | 提名 |
| 2010 | Nothin' on You       | 黑人娱乐电视奖         | 年度音乐视频                | 提名 |
| 2010 | Nothin' on You       | 黑人娱乐电视嘻哈奖     | 最佳嘻哈视频                | 提名 |
| 2010 | Nothin' on You       | 黑人娱乐电视嘻哈奖     | 瑞斯最佳组合奖              | 提名 |
| 2010 | Nothin' on You       | 黑人娱乐电视嘻哈奖     | Verizon人民冠军奖           | 提名 |
| 2010 | Nothin' on You       | MTV音樂錄影帶大獎      | 最佳流行乐音乐视频          | 提名 |
| 2010 | Nothin' on You       | MTV2 Sucker Free峰会奖 | 当下经典（Instant Classic） | 提名 |
| 2010 | Nothin' on You       | 灵魂列车音乐奖         | 年度歌曲                    | 獲獎 |
| 2010 | Nothin' on You       | 青少年选择奖           | 最佳单曲                    | 提名 |
| 2011 | Nothin' on You       | 格莱美奖               | 最佳说唱歌曲                | 提名 |
| 2011 | Nothin' on You       | 格莱美奖               | 最佳说唱/演唱合作曲目       | 提名 |
| 2011 | Nothin' on You       | 格莱美奖               | 年度唱片                    | 提名 |
| 2011 | Forget You           | 格莱美奖               | 年度唱片                    | 提名 |
| 2011 | Forget You           | 格莱美奖               | 年度歌曲                    | 提名 |
| 2011 | Just the Way You Are | 格莱美奖               | 最佳男性流行乐声乐表演      | 獲獎 |
| 2011 | The Smeezingtons     | 格莱美奖               | 年度最佳制作人 - 非古典类   | 提名 |
| 2011 | 本人                 | 有色人种促进协会形象奖 | 杰出新人                    | 提名 |
| 2011 | 本人                 | 尼克频道儿童选择奖     | 最喜爱男歌手                | 提名 |

## 備註
1. ↑  因Mars有火星之意，而称其为火星人。